# Филозофија државе
Филозофија државе је испитивање идеалне друштвене организације (она није, као што би се то могло мислити, уметност и наука о томе како се положаји хватају и задржавају). Монархија, аристократија, демократија, социјализам, анархизам, то су dramatis personae политичке филозофије.